# Rich Piana
Richard Eugene Piana, detto Rich (Glendale, 26 settembre 1970 – Clearwater, 25 agosto 2017) è stato un culturista, imprenditore e youtuber statunitense.
Ha vinto il titolo "IFBB Mr. Teen California" nel 1989, "IFBB Mr. California" nel 1998 e la competizione NPC nel 2003 e 2009. Nel 2014 ha fondato una sua linea di integratori e abbigliamento, la "Rich Piana 5% Nutrition". Fu uno dei primi bodybuilder ad ammettere pubblicamente di far uso di steroidi anabolizzanti, avvenuto durante i suoi venticinque anni di carriera nel bodybuilding, iniziando quando aveva appena diciotto anni, affermando di essere consapevole che avrebbero danneggiato il suo corpo ma che il doping era una parte fondamentale per competere ad alti livelli nel bodybuilding e che rappresentava un rischio che voleva assumersi.
È deceduto all'età di 46 anni a causa di un arresto cardiaco.

## Biografia
Piana è nato a Glendale, in California, il 26 settembre 1970; sua madre era di origine armene e suo padre di origini italiane.
Cresciuto a Sacramento, sviluppò la passione per il bodybuilding all'età di sei anni andando in palestra per vedere sua madre allenarsi per i suoi concorsi; accanto a lei, Piana fu influenzato anche da Bill Cambra, un bodybuilder "vecchia scuola".
A undici anni ha iniziato a praticare il sollevamento pesi e quattro anni dopo ha iniziato a gareggiare nel bodybuilding; per il suo ultimo anno di liceo visse con il padre a La Crescenta. A diciotto anni aveva già vinto diversi titoli e aveva iniziato un ciclo molto comune di steroidi noto come "Test & Deca" (testosterone e Deca-Durabolin).
Negli anni si è progressivamente allontanato dal mondo delle competizioni, arrivando quasi a disprezzarle in alcuni suoi video, sostenendo di dedicarsi al bodybuilding per il puro piacere personale.

## Carriera
Piana ha gareggiato per circa venticinque anni, vincendo oltre alle sopracitate competizioni giovanili la gara NPC nella divisione Super-Heavyweight a Los Angeles nel 2003, nella divisione Super-Heavyweight nel 2009 di Sacramento e nella divisione Super Heavyweight nel 2009 del Border States Classic e nel campionato generale. È apparso sulla copertina del numero di novembre 1998 della rivista Ironman e del numero estivo del 2015 della rivista Muscle Sport..
Ha fatto un cameo nei panni di Hulk in un episodio della serie televisiva Scrubs e ha interpretato un bodybuilder di nome Marcus nell'episodio "I culturisti" della sesta stagione di Malcolm.
È stato inoltre uno dei protagonisti del documentario sul bodybuilding del 2017 Generation Iron 2.

## Morte
Alle 13:30 del 7 agosto 2017, Piana è crollato a terra a causa di un arresto cardiaco improvviso mentre la fidanzata Chanel Jansen gli tagliava i capelli a casa sua; in quel momento era in piedi e perdendo conoscenza ha battuto la testa. Jansen chiamò il 911 e seguì le loro istruzioni per provare ad eseguire la rianimazione cardiopolmonare fino all'arrivo dei paramedici, a circa 10 minuti dalla sua chiamata. I paramedici confermarono che il suo cuore non batteva correttamente. Il battito cardiaco fu infine ripristinato, ma dopo così tanto tempo da causare un esteso danno cerebrale per la mancanza di ossigeno. Dopo aver scoperto una polvere bianca, una cannuccia e una carta di credito sul tavolo della casa di Piana, i paramedici gli somministrarono Narcan, un farmaco usato per contrastare un'eventuale overdose da oppiacei. Jansen ha negato che la cocaina, l'eroina o altre droghe fossero coinvolte - affermando che a volte Piana aveva sniffato un supplemento pre-allenamento ad alto contenuto di caffeina, ma sostenendo che il body builder non faceva uso di droghe. Venti boccette di testosterone sono state trovate nella sua casa.
In seguito Jansen disse che il suo cervello rimase senza ossigeno per oltre 30 minuti. Ha anche affermato che negli ultimi giorni prima del suo collasso, Piana aveva mostrato alcuni sintomi insoliti tra cui mancanza di respiro e nausea, e disse in seguito che questi potrebbero essere stati i segnali di un imminente arresto cardiaco.
Dopo aver passato due settimane in un coma indotto per cercare di ridurre l'edema cerebrale, Piana morì il 25 agosto 2017, all'età di 46 anni. L'autopsia rivelò "una malattia cardiaca significativa" mentre il suo cuore e il suo fegato pesavano più del doppio della media per un maschio adulto. Jansen ha detto che Piana era ben consapevole del fatto che i suoi organi avevano tali dimensioni e che questo era un noto effetto collaterale degli steroidi e degli ormoni che stava assumendo, ma ha detto di non essere consapevole che questo lo metteva a rischio di un arresto cardiaco improvviso.
L'autopsia fu in definitiva inconcludente sulla causa della morte. Non fu eseguita nessuna analisi tossicologica durante l'autopsia e nessuna analisi tossicologica del periodo del suo trattamento ospedaliero fu messa a disposizione del medico legale. L'ospedale eliminò i campioni necessari per un'analisi tossicologica da eseguire successivamente, nonostante le specifiche richieste di conservarli per l'analisi. Ciò ha portato a speculazioni su un possibile insabbiamento delle vere circostanze e delle cause della sua morte. Nel rapporto dell'autopsia si legge che non vi erano prove di lesioni recenti, che sembravano escludere traumi fisici come un fattore significativo nella sua morte.
È stato sepolto nel Forest Lawn Memorial Park a Hollywood Hills, in California.